# Thiên thần sa ngã

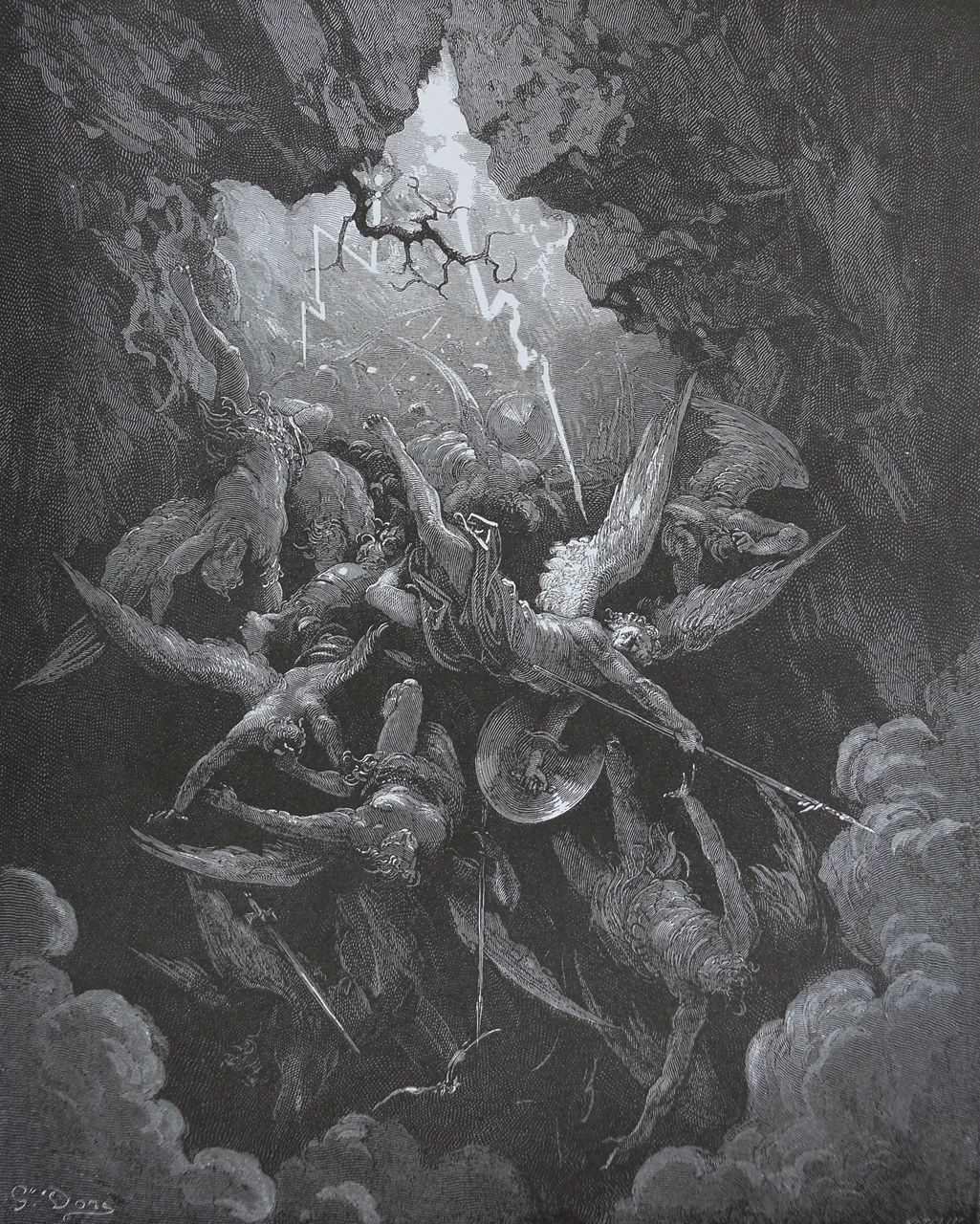
Thiên thần Lucifer, tức Satan, rơi xuống từ thiên đàng. Minh họa trong Thiên đường đã mất (1667) của John Milton. Dù từng là sủng thần của Thượng Đế, Lucifer đã trở thành một thiên thần sa ngã và bị đày xuống địa ngục vì nổi loạn chống lại Ngài trong cuộc chiến tranh trên Thiên đàng

Pieter Bruegel Già: Thiên thần sa ngã, tranh vẽ năm 1562

Trong các tôn giáo khởi nguồn từ Abraham, thiên thần sa ngã là những thiên thần bị trục xuất khỏi thiên đàng. Thuật ngữ "thiên thần sa ngã" tuy không xuất hiện trong Kinh Thánh cũng như trong các thánh thư tôn giáo Abraham khác, nhưng thường được dùng để mô tả những thiên thần lầm đường lạc lối hay những thiên thần bị đuổi khỏi thiên đàng. Những thiên thần như vậy thường cám dỗ con người phạm tội, chống lại Thiên Chúa.
Khái niệm thiên thần sa ngã bắt nguồn từ Sách Hê-nóc, một nguỵ điển của người Do Thái, hay từ giả thuyết cho rằng "các con trai của Đức Chúa Trời" (בני האלוהים) được đề cập trong Sáng Thế Ký 6:1–4 là những thiên thần. Trong giai đoạn ngay trước khi Tân Ước được biên soạn nên, một số giáo phái Do Thái giáo và nhiều Giáo phụ Ki-tô giáo đã đồng nhất hoá "các con trai của Đức Chúa Trời" được đề cập trong Sáng Thế Ký 6:1–4 với các thiên thần sa ngã. Kể từ sau thế kỷ 3, các rabbi Do Thái giáo và chức sắc Ki-tô giáo đã bác bỏ các kinh thư Hê-nóc và quan niệm về những người khổng lồ được sinh ra như kết quả của mối quan hệ bất chính giữa thiên thần và phụ nữ phàm trần. Học thuyết Ki-tô giáo cho rằng tội lỗi của thiên thần sa ngã đã có từ trước khi loài người xuất hiện. Theo đó, thiên thần sa ngã hay ác quỷ, được nhận diện là nhóm thiên thần do Satan cầm đầu nổi loạn chống lại Thượng Đế. Tuy nhiên, khi bước sang cuối thời kỳ Đền thờ thứ hai, ác quỷ không còn được xem là thiên thần sa ngã, mà họ chỉ đơn thuần là linh hồn còn sót lại của những đứa con quái dị do thiên thần sinh ra. Theo cách giải thích này, các thiên thần sa ngã đã có quan hệ ái tình với phụ nữ phàm trần và sinh ra những đứa con được miêu tả là người khổng lồ trong Kinh Thánh. Để thanh lọc những sinh vật này khỏi nhân gian, Thượng Đế đã tạo nên trận Đại Hồng Thủy. Tuy phần cơ thể bị phá hủy, phần linh hồn của chúng vẫn tồn tại và kể từ đó đi lang thang, vất vưởng trên mặt đất như quỷ dữ.
Trong Hồi giáo, niềm tin về thiên thần sa ngã có thể được bắt nguồn từ những tường thuật của một số người đồng hành với nhà tiên tri Muhammad như Ibn Abbas (619–687) hay Abdullah ibn Masud (594–653). Kể từ khi đạo Hồi được sáng lập, sự tồn tại của thiên thần sa ngã đã trở thành một đề tài tranh luận. Một số học giả Hồi giáo phản đối giả thiết về sự tồn tại của thiên thần sa ngã bằng cách đề cao lòng mộ đạo của họ, chứng minh qua các câu 16:49 và 66:6 trong Kinh Qur'an, dù cả hai câu này đều không tuyên bố rằng thiên thần miễn nhiễm với tội lỗi. Trong giới học giả Hồi giáo, một trong những người đầu tiên phản đối khái niệm thiên thần sa ngã là Hasan xứ Basra (642–728), một nhà tu khổ hạnh có ảnh hưởng sống vào thời sơ kỳ Hồi giáo. Như để ủng hộ học thuyết về những thiên thần không thể mắc sai lầm, ông liệt kê từ Kinh Qur'an những câu đề cập tới lòng mộ đạo của thiên thần, đồng thời diễn giải lại những câu có thể đang gián tiếp thừa nhận sự tồn tại của thiên thần sa ngã. Vì lẽ đó, ông đã đọc thuật ngữ mala'ikah (thiên thần) dùng để chỉ Harut và Marut, hai thiên thần sa ngã được đề cập trong 2:102, thành malikayn (vua) thay vì malā'ikah (thiên thần) và miêu tả họ như người bình thường, đồng thời tán thành với quan điểm rằng Iblis là một jinn, chứ chưa từng là thiên thần bao giờ. Cấp độ sai lầm chính xác của một thiên thần là không rõ ràng, thậm chí cả đối với các học giả chấp nhận sự tồn tại của thiên thần sa ngã. Theo một xác nhận chung, thiên thần chỉ không thể mắc sai lầm nếu họ là sứ giả hoặc chừng nào họ vẫn là thiên thần.
Các học giả đã tranh luận về việc liệu jinn trong Kinh Qur'an có giống với các thiên thần sa ngã trong Kinh thánh hay không. Dù các dạng thánh linh trong Qur'an đôi khi khó có thể phân biệt được với nhau, jinn – theo miêu tả Hồi giáo truyền thống – dường như sở hữu những đặc điểm khác biệt với thiên thần sa ngã.

## Thời kỳ Đền thờ Thứ hai
Khái niệm về thiên thần sa ngã được tìm thấy chủ yếu trong các tác phẩm có niên đại vào thời kỳ Đền thờ Thứ hai, tức là vào khoảng thời gian từ năm 540 TCN đến năm 70 CN. Những tác phẩm này bao gồm Sách Hê-nóc, Sách Jubilee, Kinh Đại lực sĩ từ Qumran hay cũng có thể là Sáng thế ký 6:1-4. Sách Daniel 4 có 3 lần đề cập tới một thực thể đến từ thiên đàng gọi là "Canh thức", 2 lần ở số ít (câu 13, 23) và một lần ở số nhiều (câu 17, "[…] các vị canh thức, […] các bậc thánh nhân"). Trong tiếng Hy Lạp cổ đại, từ dùng để chỉ các Canh thức là ἐγρήγοροι (egrḗgoroi, số nhiều là egrḗgoros), có nghĩa đen là "tỉnh táo" hay "cảnh giác". Một số học giả cho rằng truyền thuyết của người Do Thái về những thiên thần sa ngã rất có thể đã xuất hiện và thậm chí ghi chép lại dưới dạng văn bản trước khi Sáng thế ký 6:1–4 được viết nên. Theo sách Hê-nóc, những vị Canh thức này đã "sa ngã" sau khi "phải lòng" phụ nữ phàm trần. Sách Hê-nóc thứ hai (hay còn gọi là Sách Hê-nóc Xla-vơ) cũng đề cập tới những sinh vật tương tự, gọi là Grigori theo phiên âm tiếng Hy Lạp. Đối chiếu với các Sách Hê-nóc khác thì thiên thần sa ngã đóng vai trò ít quan trọng hơn trong Sách Hê-nóc thứ ba. Cuốn này chỉ đề cập tới 3 thiên thần sa ngã duy nhất là Azâzêl, Azza và Uzza. Tương tự như những gì ghi chép trong sách Hê-nóc thứ nhất, những thiên thần này truyền dạy pháp thuật phù thủy ở trần gian, dẫn đến sự tha hóa của con người. Tuy nhiên, tác phẩm này không hề đề cập tới nguyên do tại sao họ "sa ngã". Cũng theo 3 Hê-nóc 4:6, 3 thiên thần trên sau đó đã xuất hiện trên thiên đàng để phản đối sự hiện diện của Hê-nóc.

### Sách Hê-nóc thứ nhất

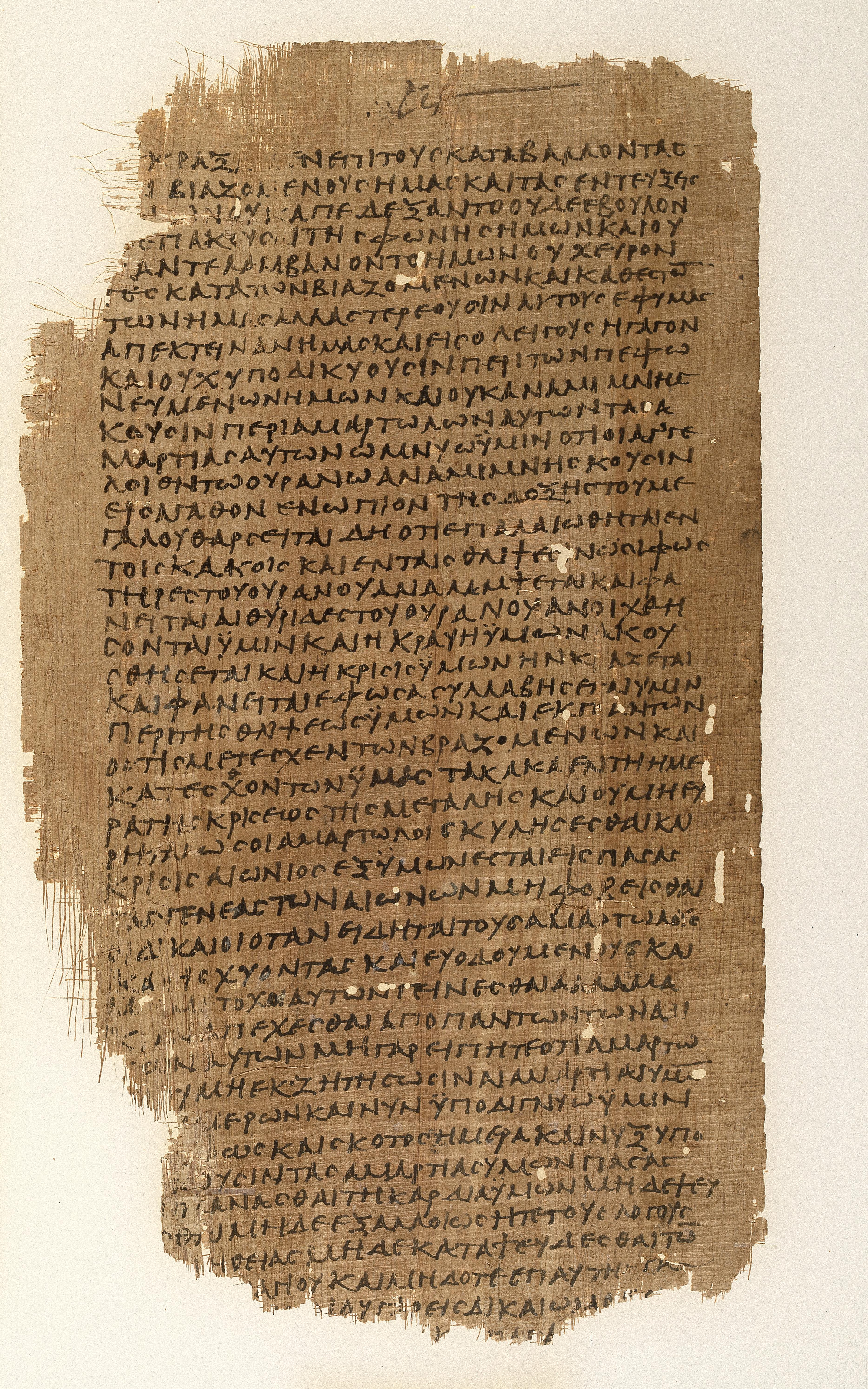
Chester Beatty XII, Bản chép tay tiếng Hy Lạp của Sách Hê-nóc, thế kỷ 4.

Theo 1 Hê-nóc 7:2, những Canh thức đã "phải lòng" phụ nữ phàm trần và có quan hệ tình ái với họ. Con cái sinh ra từ những mối tình này cũng như với kiến thức mà chúng được ban cho, làm bại hoại trần gian và nhân loại (1 Hê-nóc 10:11-12). Trong số những thiên thần này, thủ lĩnh Shemyaza và Azâzêl là nổi bật hơn cả. Tương tự nhiều thiên thần sa ngã khác được đề cập trong 1 Hê-nóc 8:1-9, Azâzêl truyền dạy "cấm thuật" cho con người. Cũng chính Azâzêl  bị Hê-nóc quở trách vì đã dạy cho con người làm những điều bất chính (1 Hê-nóc 13:1). Theo 1 Hê-nóc 10:6, Thiên Chúa đã sai Tổng lãnh thiên thần Raphael xích và giam cầm Azâzêl trong sa mạc Dudael. Thêm vào đó, Azâzêl bị buộc tội vì khiến trần gian tha hóa:
"Và toàn cõi trần gian vì những lời giáo huấn từ Azâzêl mà trở nên bại hoại. Hãy để cho y phải gánh chịu tất cả tội ác."— 1 Hê-nóc 10:12
Một cách diễn giải dựa trên thuyết nguyên nhân về 1 Hê-nóc có liên quan tới khởi nguyên của cái ác. Bằng cách đùn đẩy ngọn nguồn tội lỗi của nhân loại sang những lời chỉ dẫn phi pháp của thiên thần, cái ác được quy cho một thứ siêu nhiên đến từ bên ngoài. Mô-típ về cái ác trong 1 Hê-nóc khác với thần học Do Thái và Thiên Chúa giáo sau này, khi mà cái ác là thứ gì đó xuất phát từ bên trong. Theo một cách giải thích mẫu hình, 1 Hê-nóc có lẽ đề cập đến những cuộc hôn nhân phi pháp giữa thầy tế và phụ nữ. Cụ thể là trong sách Lêvi 21:1-15, thầy tế chỉ được phép lấy con gái mình còn đồng trinh làm vợ. Theo đó, những thiên thần sa ngã được đề cập đến trong 1 Hê-nóc là những thầy tế lễ đã khiến bản thân ô uế vì kết hôn với phụ nữ không còn trinh. Giống như việc thiên thần bị trục xuất khỏi thiên đàng, những giáo sĩ này bị ngăn cấm cử hành lễ tại bàn thờ. Khác với những tác phẩm về Khải huyền khác, 1 Hê-nóc phản ánh sự bất mãn ngày càng tăng đối với những tổ chức tư tế ở Jerusalem vào thế kỷ thứ 3 TCN. Cách giải thích mẫu hình so sánh truyền thuyết Adam và nguồn cội của cái ác: Trong cả hai trường hợp, việc vượt qua những giới hạn cố hữu trong bản chất cũng chính là nguyên nhân dẫn tới sự sa ngã. Điều này trái ngược cách giải thích dựa trên thuyết nguyên nhân, ám chỉ trên thiên đàng còn có một thế lực khác ngoài Thiên Chúa. Lời giải này thiếu phù hợp với tư tưởng độc thần. Mặt khác, sự xuất hiện của những nguồn tri thức trái phép có lẽ phản ánh sự khước từ văn hóa Hy Lạp ngoại lai của người Do Thái lúc bấy giờ. Theo đó, thiên thần sa ngã tượng trưng cho những nhân vật trong thần thoại Hy Lạp đã truyền dạy cấm thuật mà các vị vua và tướng lĩnh Hy Lạp sử dụng để đàn áp người Do Thái.

### Sách Hê-nóc thứ hai
Khái niệm về thiên thần sa ngã cũng xuất hiện trong Sách Hê-nóc thứ hai. Tác phẩm miêu tả Hê-nóc thăng thiên qua các tầng trời. Trong chuyến hành trình của mình, ông đã chạm trán những thiên thần sa ngã đang bị giam cầm ở tầng trời thứ hai. Ông vốn ban đầu định cầu nguyện cho họ, nhưng sau đó đã từ bỏ ý định này khi bản thân ông chỉ là một con người, không xứng để cầu nguyện cho các thiên thần. Ở tầng trời thứ năm, ông lại tiếp tục diện kiến những thiên thần nổi loạn khác được gọi là Grigori, vì đang quá đau buồn mà không hòa chung tiếng hát cùng những vị thần khác trên thiên đàng. Hê-nóc cố gắng làm cho họ vui lên khi kể lại những lời cầu nguyện mà ông đã dành cho các thiên thần khác. Ngay sau khi Hê-nóc kể xong, họ đã quyết định tham gia nghi thức tế lễ trên thiên đàng.
Đáng chú ý, dựa theo tác phẩm này thì thủ lĩnh của Grigori là Satanail chứ không phải là Azâzêl hay Semjâzâ  như được ghi chép trong các Sách Hê-nóc khác. Tuy vậy, các grigori này được xác định là các Canh thức trong 1 Hê-nóc.
Câu chuyện trong 2 Hê-nóc 18:1–7 về những Grigori xuống cõi trần gian, kết hôn với phàm nhân và "làm nhơ bẩn trần gian bằng những việc làm của chúng", khiến họ bị đem nhốt dưới đất. Chi tiết này cho thấy tác giả của 2 Hê-nóc biết về câu chuyện được ghi lại trong 1 Hê-nóc. Trong dị bản 2 Hê-nóc dài hơn, chương thứ 29 đề cập tới những thiên thần bị "đuổi khỏi đỉnh cao" khi thủ lĩnh của họ cố gắng ngang hàng với quyền năng của Thiên Chúa (2 Hê-nóc 29:1–4). Đây vốn có lẽ là một ý tưởng được vay mượn từ truyền thuyết về Attar, người cố gắng chiếm đoạt ngai vị của thần Baal trong tôn giáo Canaan cổ đại. Việc miêu tả thiên thần Satanail như một vị thần đang cố gắng đoạt lấy ngai vị từ một vị thần cao hơn cũng được Cơ đốc giáo sau này áp dụng khi miêu tả về thất bại của Satan.

### Sách Jubilee
Sách Jubilee là một tác phẩm tôn giáo cổ của người Do Thái, được Giáo hội Chính thống Ethiopia và Beta Israel (người Do Thái Ethiopia) chấp nhận là kinh điển. Tác phẩm có đề cập đến các Canh thức nằm trong số những thiên thần được tạo dựng ngay từ ngày đầu tiên. Tuy nhiên, khác với sách Hê-nóc thứ nhất, các vị Canh thức được Thiên Chúa truyền lệnh xuống trần gian hướng dẫn loài người. Chỉ sau khi quan hệ ái tình với phụ nữ phàm trần, họ mới vi phạm thiên quy. Các cuộc hôn nhân phi pháp này đã sản sinh ra những đứa con ma quỷ, những kẻ phải giao chiến lẫn nhau cho đến chết, trong khi các Canh thức bị phạt trói ở sâu dưới lòng đất. Trong Jubilee 10:1, một thiên thần khác tên là Mastema xuất hiện với tư cách thủ lĩnh của ác linh. Y đã cầu xin Thiên Chúa tha thứ một vài ác quỷ để có thể sử dụng sự giúp đỡ của chúng nhằm dẫn dắt nhân loại bước vào con đường tội lỗi. Và rồi y trở thành thủ lĩnh của chúng:
[Hỡi] Thiên Chúa, Đấng sáng thế, hãy để một số kẻ trong số chúng ở lại đây với ta, hãy để chúng nghe lời ta và làm tất cả những gì ta sẽ nói với chúng; vì nếu một số người trong số chúng không được để lại cho ta, ta sẽ không thể thi triển quyền lực theo ý muốn lên những đứa con của loài người; những điều này là sự tha hóa, dẫn đến sự lầm lạc trước sự phán xét của ta, vì sự gian ác của hậu duệ loài người là cực lớn. (10:8)
Cả sách Hê-nóc thứ nhất lẫn sách Jubilee đều chứa đựng mô-típ thiên thần truyền cái ác cho con người. Tuy nhiên, khác với sách Hê-nóc, sách Jubilee không cho rằng sự sa ngã ngay từ đầu của các thiên thần đã tạo nên cái ác, dù sách cũng khẳng định rằng họ đã dẫn dắt con người đi theo con đường tội lỗi. Thêm vào đó, trong khi những thiên thần sa ngã trong sách Hê-nóc hành xử đối nghịch với ý muốn của Thiên Chúa, những thiên thần sa ngã và ác quỷ trong sách Jubilee dường như không có quyền hành độc lập với Thiên Chúa mà chỉ hành động trong quyền năng của Ngài.

## Truyền thốngRabbiDo Thái
Dù cho khái niệm thiên thần sa ngã phát triển từ đạo Do Thái kể từ thời Đền thờ thứ hai, giới giáo sĩ (rabbi) Do Thái từ thế kỷ 2 trở đi đã quay lưng lại với các tác phẩm Hê-nóc. Động cơ khiến họ làm như vậy có thể là để ngăn cản các tín đồ thờ phượng và tôn kính thiên thần – một điều cấm kỵ trong tôn giáo độc thần. Cũng vì vậy cho nên trong khi nhiều thiên thần được nhân cách hóa, hay thậm chí được tôn kính trong thời kỳ Đền thờ thứ hai, địa vị của thiên thần về sau đã sụt giảm nghiêm trọng và chỉ còn là một loại sinh vật đứng ngang hàng với con người. Sự thay đổi này nhấn mạnh sự toàn năng của Đức Chúa Trời. Giáo sĩ Shimon bar Yochai vào thế kỷ thứ 2 đã nguyền rủa tất cả những ai gọi các con trai của Đức Chúa Trời là thiên thần. Ông tuyên bố rằng các con trai của Đức Chúa Trời trên thực tế là con của quan tòa hoặc con của quý tộc. Cái ác không còn được quy cho các thế lực trên trời, giờ đây nó được xem là "khuynh hướng tà ác" (yetzer hara) bên trong con người. Tuy nhiên, những tường thuật về thiên thần sa ngã vẫn xuất hiện trong những tác phẩm của các giáo sĩ Do Thái đời sau. Trong một số Midrash (chú giải Kinh Thánh), "khuynh hướng tà ác" được quy cho Samael, kẻ đảm nhận vai trò satan để thử thách loài người. Tuy nhiên, những thiên thần này vẫn phục tùng Thượng Đế. Việc thuật ngữ "thiên thần nổi loạn" một lần nữa được chấp nhận trong Midrash đời sau có lẽ bị ảnh hưởng bởi vai trò của thiên thần sa ngã trong những truyền thuyết Hồi giáo và Thiên Chúa giáo.
Trong tác phẩm aggadah-midrash (chú giải Kinh Thánh không được công nhận) Pirkei De-Rabbi Eliezer của Do Thái giáo, thiên thần có hai lần sa ngã chứ không phải một. Lần đầu được cho là Samael, người từ chối tôn kính Adam, cho rằng Thượng Đế ưu ái Adam hơn các thiên thần. Ông ta tiếp cận Adam và Eva để dụ dỗ họ làm điều sai trái. Câu chuyện này dường như bắt nguồn từ mô-típ sự sụp đổ của Iblis trong Kinh Qur'an và sự sụp đổ của Satan trong Kinh Hang Kho báu. Lần thứ hai phản ánh lại những giai thoại Hê-nóc. Một lần nữa, "các con trai của Đức Chúa Trời" trong Sáng Thế Ký 6:1–4 được mô tả như những thiên thần. Và khi họ sa ngã, "sức mạnh và tầm vóc của họ trở nên giống như những đứa con của loài người" và cũng một lần nữa, thiên thần ăn nằm với phụ nữ phàm trần sinh ra những người khổng lồ.

### Kabbalah
Mặc dù không nói chính xác là sa ngã, ác thần một lần nữa đã xuất hiện trong Kabbalah. Một vài vị trong số họ được đặt tên theo tên các thiên thần lấy từ tác phẩm Hê-nóc, chẳng hạn như Samael. Theo sách Zohar ("Quang Minh thiên"), cũng giống việc thiên thần có thể được tạo ra từ đức hạnh, thiên thần độc ác là hiện thân của thói hư tật xấu con người. Cái ác bắt nguồn từ Qliphoth, đại diện của những thế lực bất khiết.
Bên cạnh đó, Zohar cũng kể lại câu chuyện về hai thiên thần trong trạng thái sa ngã, được gọi là Aza và Azael. Những thiên thần này bị trục xuất khỏi thiên đàng sau khi cho rằng Adam có thể có khuynh hướng làm điều sai trái. Khi xuống nhân gian, họ hoàn thành câu chuyện Hê-nóc bằng cách dạy phép thuật cho con người và sinh con đẻ cái với họ, cũng như phối hợp với Lilith (kẻ được gọi là "tội đồ"). Để trừng phạt thiên thần thi triển ma thuật, Thượng Đế đã buộc xiềng họ lại, nhưng họ vẫn giao cấu với nữ quỷ Naamah, kẻ sinh ra ma quỷ, ác linh và phù thủy.

## Thiên Chúa giáo

### Kinh Thánh
Phúc Âm Luca 10:18 đề cập đến "Satan từ thiên đàng rơi xuống", trong khi Phúc Âm Mátthêu nhắc tới "Quỷ vương cùng các thiên sứ của hắn" bị tống vào địa ngục. Cả ba Phúc Âm Nhất Lãm đều xác định Satan chính là thủ lĩnh của ác quỷ. Sứ đồ Phaolô (k. 5 – k. 64 hoặc 67) có nhắc tới những thiên sứ sẽ bị phán quyết trong 1 Cô-rinh-tô 6:3, ám chỉ về sự tồn tại của những thiên thần tội lỗi. 2 Phêrô 2:4 và Giu-đe 1:6 đề cập những thiên sứ đang đợi sự trừng phạt vào Ngày Phán Xét vì đã phạm tội với Thiên Chúa. Sách Khải Huyền, Chương 12, miêu tả Satan là một con mãng xà lớn, "đỏ như lửa", có cái "đuôi quét hết một phần ba các ngôi sao trên trời mà quăng xuống đất". Ở câu 7–9, Satan bị Tổng lãnh thiên thần Micae cùng các thiên thần trung thành với Thiên Chúa đánh bại trong cuộc chiến tranh trên Thiên đàng: "Con Mãng Xà bị tống ra, đó là Con Rắn xưa, mà người ta gọi là Quỷ hay Satan, kẻ chuyên mê hoặc toàn thể thiên hạ; nó bị tống xuống đất, và những thiên thần của nó cũng bị tống xuống theo nó". Trong các tác phẩm Tân Ước, không có chỗ nào chỉ rõ việc thiên thần sa ngã là ác quỷ. Tuy nhiên, bằng cách kết hợp các tham chiếu tới Satan, ác quỷ và thiên thần, các nhà giải kinh Thiên Chúa giáo sơ kỳ đã xác định thiên thần sa ngã là ác quỷ với Satan được coi là thủ lĩnh.
Nhà thần học thế kỷ 2 Origenes và các học giả Thiên Chúa giáo khác đã đặt ra mối liên hệ giữa ngôi sao Mai bị rơi được nhắc tới trong Isaia 14:12 của Cựu Ước cùng lời tuyên bố của Giê-su được chép lại trong Luca 10:18 rằng ông "đã thấy Satan như một tia chớp, từ trời sa xuống" cũng như đoạn văn đề cập đến sự thất bại của Satan trong Sách Khải Huyền 12:8-9. Xuất hiện lần đầu trong Kinh Thánh Vulgata , từ lucifer tiếng La-tinh đã trở thành danh xưng của một thiên thần sa ngã.
Truyền thống Thiên Chúa giáo không chỉ liên kết Satan cùng ngôi sao Mai trong Isaia 14:12, mà còn với lời lên án Quốc vương thành Tyros trong Sách Êzêkiel 28:11-19, người được cho là một Kêrub (tiểu thiên sứ). Các Giáo phụ Thiên Chúa giáo đã tìm thấy mối quan hệ song song ở mức độ nhất định giữa hai đoạn văn này – một cách giải thích được chứng thực bởi các thứ kinh (apocrypha) hay ngụy kinh (pseudepigrapha). Dù thế nào đi nữa, "không có bài bình Phúc Âm hiện đại nào về Isaia và Êzêkiel xem Isaia 14 và Êzêkiel 28 [là hai đoạn văn] đưa ra những thông tin về sự sa ngã của Satan".

### Thiên Chúa giáo sơ kỳ
Trong khoảng thời gian ngay trước khi Thiên Chúa giáo trỗi dậy, mối quan hệ giữa các Canh thức và phụ nữ phàm trần thường được coi là sự sa ngã đầu tiên của thiên thần. Cho đến ít nhất là vào thế kỷ thứ ba, Thiên Chúa giáo vẫn còn chấp nhận các sách Hê-nóc. Nhiều Giáo phụ, tỉ dụ như Irênê, Justinô Tử đạo, Clêmentê thành Alexandria và Lactantius, đã chấp nhận mối liên kết giữa truyền thuyết về những con người là hậu duệ của thiên thần và đoạn văn về "các con trai của Đức Chúa Trời" trong sách Sáng thế ký 6:1-4. Tuy nhiên, một số giáo sĩ khổ hạnh, điển hình là Origenes (k. 184 – k. 253), không đồng tình với cách giải thích này. Theo các giáo phụ ủng hộ giáo lý của Origenes thì những thiên thần này đã phạm tội vì dám vượt quá giới hạn bản chất của họ. Họ thèm khát được rời khỏi nơi ở trên thiên đàng để trải nghiệm nhục dục chốn trần gian. Irênê đã gọi thiên thần sa ngã là những kẻ bội giáo, những kẻ sẽ phải chịu sự trừng phạt bởi ngọn lửa bất diệt. Justinô Tử đạo (k. 100 – k. 165) đã gọi các vị thần ngoại đạo là những thiên thần sa ngã hoặc những đứa con của quỷ đang đội lốt nguỵ trang. Justinô cũng quy trách nhiệm những cuộc đàn áp Thiên Chúa giáo trong các thế kỷ đầu tiên cho thiên thần sa ngã mà ông cho là đang đội lốt thần ngoại giáo. Bên cạnh đó, Tertullianus và Origenes cũng gọi các thiên thần sa ngã là những thầy dạy chiêm tinh.
Origenes có lẽ là người đầu tiên đồng nhất vị vua Babylon được miêu tả là "ngôi sao Mai" trong Isaia 14:1–17 với một thiên thần sa ngã. Theo cách giải thích loại hình học, miêu tả này có thể được xem là cả thiên thần lẫn một vị vua phàm nhân. Hình ảnh ngôi sao Mai cũng chính vì thế mà đã được các học giả Thiên Chúa giáo sơ kỳ sử dụng cho Satan, chuẩn theo sự hợp nhất của Lucifer và Satan trong những thế kỷ tiền Thiên Chúa giáo.

### Công giáo

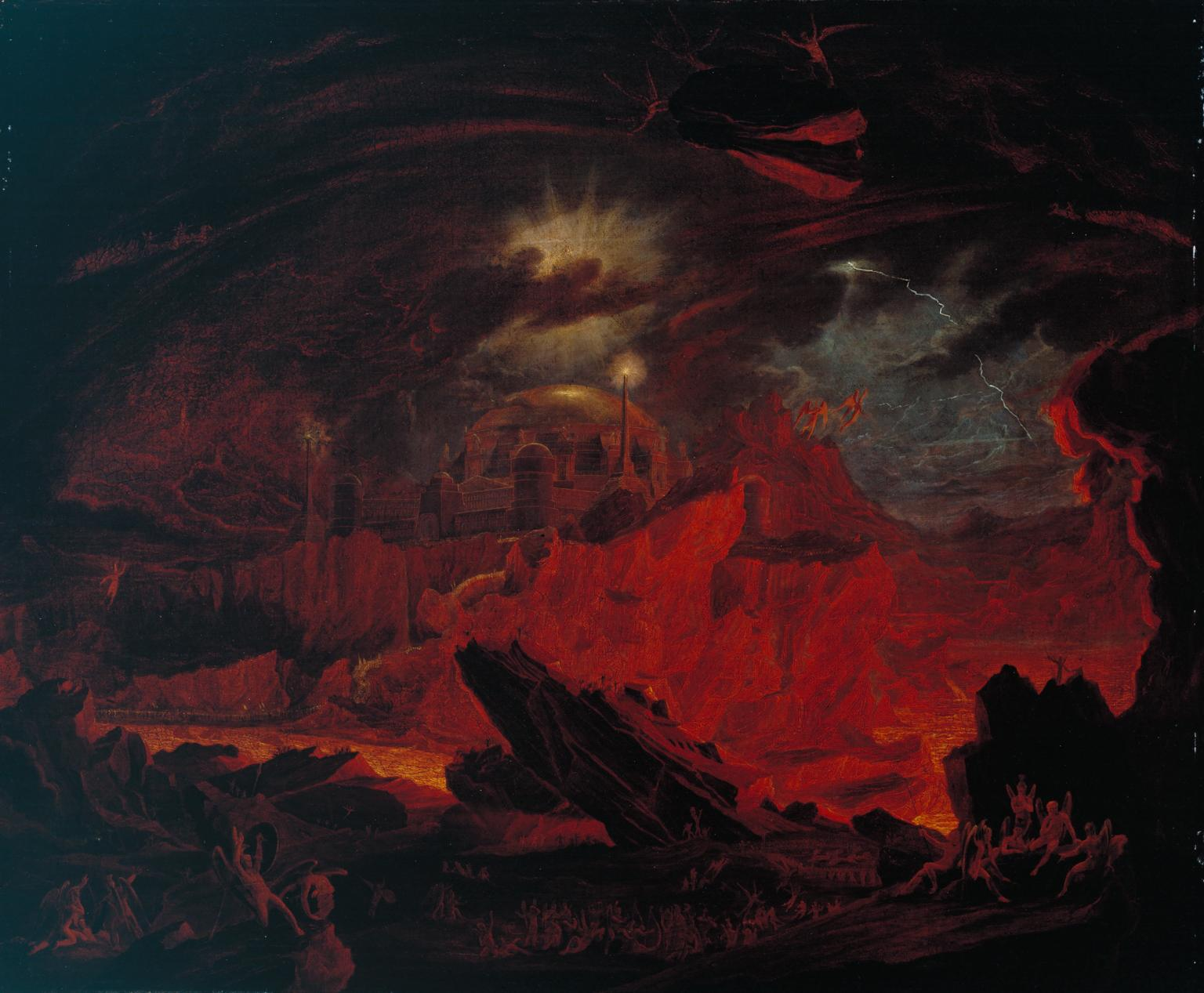
Những thiên thần sa ngã trú ngụ trong Địa ngục

Vào thế kỷ thứ 3, tín hữu Cơ Đốc bắt đầu bác bỏ các tác phẩm Hê-nóc. "Các con trai của Đức Chúa Trời" nay chỉ đơn thuần được xác định là những người mộ đạo, chính trực, hay chính xác hơn là các hậu duệ của Seth, những người bị những phụ nữ là con cháu của Cain quyến rũ. Nguồn gốc của cái ác cũng bị chuyển từ các thiên thần siêu nhiên sang chính con người. Cái ác được cho là đã xuất hiện ngay từ buổi đầu lịch sử nhân loại: Một mặt là sự trục xuất Satan cùng các thiên thần của ông ta và mặt khác là những tội lỗi nguyên thủy của con người. Tuy nhiên, các tín hữu Cơ đốc giáo Syriac lại chấp thuận các giáo lý của Sách Canh Thức, vốn đánh đồng "con trai của Đức Chúa Trời" cùng các thiên thần sa ngã. Đối với ngành quỷ học phương Tây và Giáo hội Công giáo thì tác phẩm Civitas Dei của Augustinô thành Hippo đã trở thành kim chỉ nam. Augustinô bác bỏ các tác phẩm Hê-nóc và cho rằng khởi nguyên duy nhất của thiên thần sa ngã chính là cuộc nổi loạn của Satan. Điều này đã dẫn tới việc các thiên thần sa ngã bị đánh đồng với ác quỷ và được mô tả như những thực thể tâm linh phi giới tính. Bản chất chính xác của thân thể tâm linh của các thiên thần sa ngã đã trở thành một chủ đề tranh cãi khác trong suốt thời Trung Cổ. Augustinô đã sử dụng những nhận thức của mình về các Daimon trong Thần thoại Hy Lạp cổ đại để miêu tả về ác quỷ. Các Daimon được cho là các thực thể thần thánh, được tạo thành từ các vật chất thiên tiên – một khái niệm mà Augustinô cũng đã sử dụng để miêu tả các thiên thần sa ngã. Tuy nhiên, những thiên thần chỉ nhận được cơ thể như vậy sau khi bị trục xuất khỏi thiên đàng. Các học giả đời sau đã cố gắng giải thích những chi tiết về bản chất tâm linh của thiên thần sa ngã rằng các vật chất thiên tiên là một sự kết hợp giữa không khí và lửa, nhưng vẫn được cấu tạo từ các yếu tố vật chất. Một số người khác lại phủ nhận mọi mối quan hệ với các nguyên tố vật chất. Họ miêu tả các thiên thần sa ngã là những thực thể thần thánh thuần túy. Tuy nhiên, ngay cả những người tin rằng các thiên thần sa ngã sở hữu thân thể thiên tiên cũng không tin rằng họ có thể có con cùng người trần.

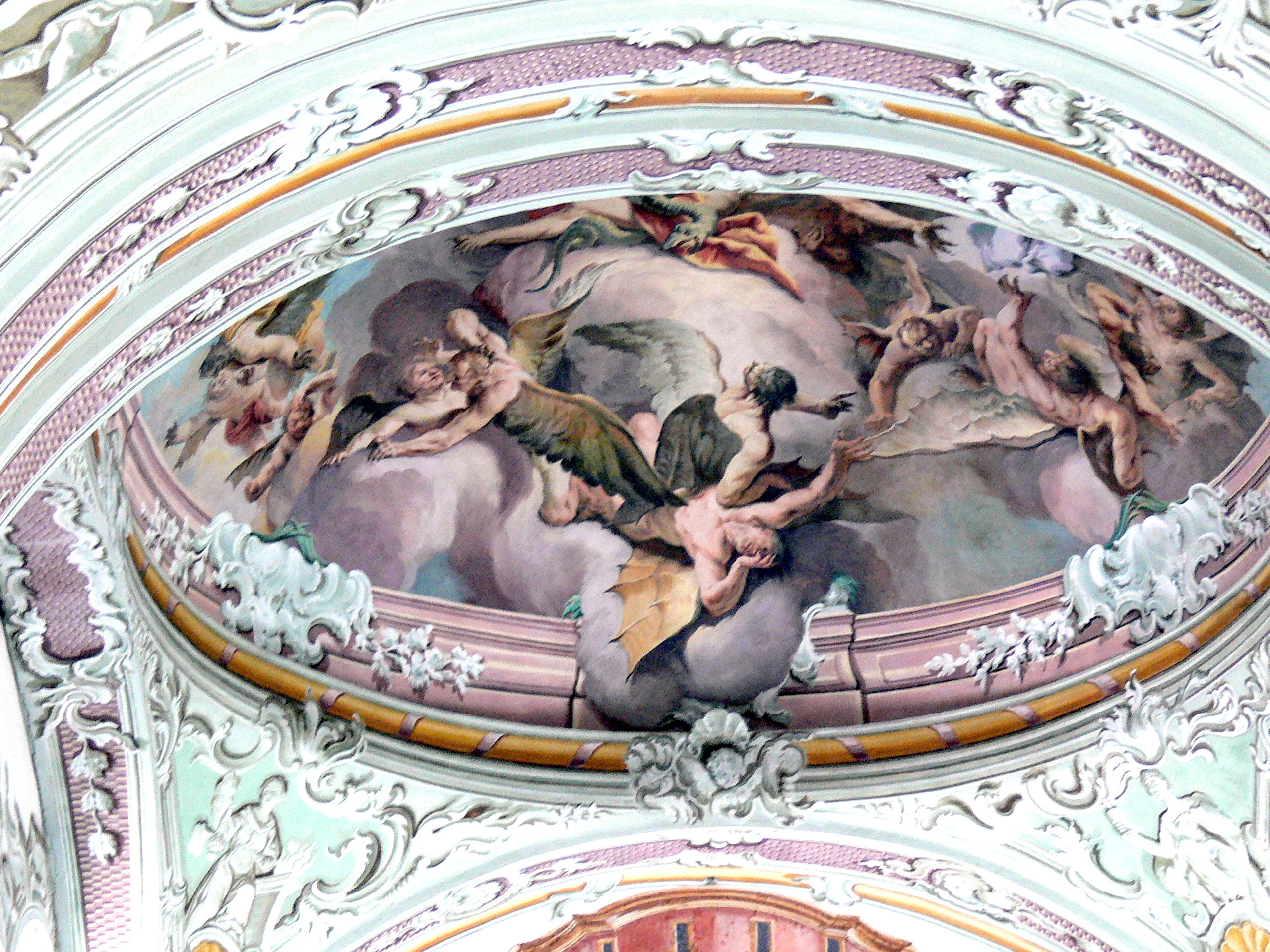
Innichen (Nam Tyrol), Nhà thờ Giáo xứ Thánh Micae: Bích họa mô tả sự sa ngã của các thiên thần nổi loạn của Christoph Anton Mayr (1760)

Trong tác phẩm Civitas Dei của mình, Augustinô miêu tả về hai thành phố khác biệt và đối lập với nhau tựa như ánh sáng và bóng tối. Thành phố trần gian được tạo thành sau cuộc nổi loạn của thiên thần sa ngã, có những con người xấu xa và ác quỷ (thiên thần sa ngã) là cư dân. Ngược lại, thành phố thiên đàng là nơi cư trú của những con người lương thiện, của những thiên thần được Thiên Chúa dẫn dắt. Và mặc dù cách phân chia bản thể – thành hai vương quốc khác biệt – của Augustinô cho thấy sự tương đồng với thuyết nhị nguyên của Minh giáo, nó có sự khác biệt ở phương diện nguồn gốc và sức mạnh của cái ác. Theo Augustinô, cái ác xuất phát từ sự tự nguyện. Ông cũng luôn nhấn mạnh đến quyền tể trị của Đức Chúa Trời với các thiên thần sa ngã. Cho nên, những cư dân của thành phố trần gian chỉ có thể hoạt động theo khuôn mẫu mà Thiên Chúa đã tạo ra. Cuộc nổi loạn của các thiên thần cũng chính là kết quả của sự tự do chọn lựa mà Thiên Chúa ban xuống. Những thiên thần vâng phục được Thiên Chúa ban ân điển; Ngài giúp họ hiểu sâu hơn về bản chất của mình cũng như về trật tự của vũ trụ. Được soi sáng bởi ân điển của Thiên Chúa, họ không còn cảm giác ham muốn tội lỗi. Những thiên thần khác vì không được Chúa ban ân điển nên vẫn còn khả năng làm nên những điều sai trái. Sau khi phạm tội, họ sẽ bị trục xuất khỏi thiên đàng và trở thành ác quỷ. Theo quan điểm của Augustinô, thiên thần không thể phạm tội vì những ham muốn nhục dục, bởi họ không có xác thịt. Thay vào đó, họ có thể phạm những tội lỗi bắt nguồn từ linh hồn và trí năng như sự kiêu ngạo hay lòng đố kỵ. Một khi đã phản lại Chúa, họ sẽ không còn đường quay lại. Sách Giáo lý vấn đáp của Giáo hội Công giáo không giải thích "sự sa ngã của thiên thần" theo nghĩa đen của nó, mà giải thích rằng "sa ngã" là khi một số thiên thần đã chối bỏ Thiên Chúa một cách cực đoan. Việc một số thiên thần tuy "tính bản thiện" khi được sinh ra, nhưng việc họ tự nguyện lựa chọn đi theo cái ác là một chuyện không thể dung thứ. Điều này không phải vì Thiên Chúa khiếm khuyết lòng thương xót vô hạn, mà vì phẩm chất mà những thiên thần này đã chọn là thứ không thể hủy được và được xem là một tội bất dung thứ. Công giáo ngày nay bác bỏ lý thuyết Vạn vật phục hồi của Giáo phụ Origenes, rằng sau một thời gian tất cả các sinh vật tự do sẽ được Thiên Chúa tha thứ, thậm chí ma quỷ và những linh hồn lạc lối.

### Chính Thống giáo

#### Chính thống giáo Đông phương
Tương tự Công giáo, Chính thống giáo Đông phương cũng xem thiên thần sa ngã là những sinh linh nổi dậy chống lại Đức Chúa Trời. Tuy nhiên, khác với Công giáo, Chính thống giáo không có học thuyết nào nêu rõ bản chất thực sự của thiên thần sa ngã, nhưng họ nhất trí rằng sức mạnh của thiên thần sa ngã luôn thua kém Thượng Đế. Cũng vì vậy mà niềm tin vào thiên thần sa ngã luôn có thể được đồng hóa với truyền thuyết địa phương, miễn là nó phù hợp và không phá vỡ những nguyên tắc cơ bản của Kinh thánh. Trong lịch sử, một số nhà thần học thậm chí còn có xu hướng cho rằng các thiên thần sa ngã có thể được phục hồi phẩm vị trong sự sống đời sau. Cũng giống các thiên thần khác, thiên thần sa ngã đóng một vai trò quan trọng trong đời sống tinh thần của các tín đồ Chính thống giáo. Tương tự Công giáo, thiên thần sa ngã cám dỗ và xúi giục con người lầm đường lạc lối, nhưng thêm vào đó, Chính thống giáo quan niệm rằng bệnh tâm thần cũng có liên quan tới thiên thần sa ngã. Những người đạt đến đẳng cấp tâm linh cao cấp thậm chí còn được cho là có thể mường tượng ra thiên thần sa ngã. Những nghi lễ và bí tích của Chính thống giáo Đông phương được cho là có thể làm suy yếu ảnh hưởng của ma quỷ.

#### Giáo hội Ethiopia
Trái ngược với đa số Giáo hội Thiên Chúa giáo khác, Giáo hội Ethiopia chấp nhận sách Hê-nóc 1 và Sách Jubilee, đồng thời xem chúng là giáo luật. Cũng vì vậy cho nên Giáo hội Ethiopia tin rằng tội lỗi của con người không chỉ bắt nguồn từ tội lỗi của Adam mà còn do Satan và những thiên thần sa ngã của nó gây ra. Cùng với ma quỷ, thiên thần sa ngã tiếp tục đi khắp thế gian cám dỗ con người, khiến họ trở nên tha hóa và suy đồi đạo đức.

### Tin Lành
Giống như Công giáo, đạo Tin lành xem thiên thần sa ngã là những thực thể tinh thần không liên quan đến xác thịt, nhưng bác bỏ học thuyết thiên thần của Công giáo. Những bài thuyết giáo về các thiên thần của Martin Luther (1483–1546) chỉ đơn thuần kể lại chiến tích của các thiên thần sa ngã, mà không đề cập tới hệ thống phẩm trật của thiên thần. Satan và các thiên thần sa ngã của ông ta được xem là những kẻ gieo rắc tai họa cho thế gian, tuy nhiên Luther tin rằng bọn họ không thể chiến thắng thiên thần trung thành với Chúa vì cái thiện luôn mạnh hơn cái ác. Nhà thần học Tin lành người Ý Girolamo Zanchi (1516–1590) đưa ra những lời giải thích sâu hơn về lý do đằng sau sự sa đọa của thiên thần. Theo Zanchi, những thiên thần đã nổi loạn khi họ nhìn thấy hóa thân của Chúa Kitô ở dạng chưa hoàn chỉnh. Tuy nhiên, đa phần tín đồ theo đạo Tin lành ít quan tâm hơn đến nguyên nhân khiến thiên thần sa ngã vì cho rằng chúng không hữu ích và cũng không cần thiết phải biết.

## Hồi giáo
Thuật ngữ thiên thần sa ngã tuy đôi khi bị phủ nhận nhưng vẫn được biết đến rộng rãi trong Hồi giáo. Một trong những người phản đối sự tồn tại của thiên thần mắc sai lầm là nhà thần học Hasan al-Basri, trong khi Abu Hanifa, nhà sáng lập trường phái luật học Hanafi, đã phân chia thiên thần ra làm hai thể loại: vâng lời và không vâng lời. Tuy vậy, thiên thần không vâng lời lại được phân biệt với jinn và ác quỷ (shayatin). Kinh Qur'an có đề cập tới sự sa ngã của một nhân vật tên là Iblis trong một số Surah. Ngoài ra, Surah 2:102 có nhắc đến một cặp thiên thần sa ngã khác truyền dạy phép thuật cho con người. Tuy nhiên hai thiên thần này không có bất kỳ mối liên hệ nào với Iblis. Trong Kinh Qur'an và Tafsir, thiên thần sa ngã hoạt động theo những cách hoàn toàn khác nhau. Theo Umm al-Kitab, Azazil là một kẻ kiêu ngạo, tự cho bản thân vượt trội Thiên Chúa cho tới khi bị liệng xuống những tầng trời thấp hơn trước khi rơi xuống mặt đất. Theo một hadith được đề cập đến trong Qisas Al-Anbiya của Al-Tha'alibi (961–1038), Iblis đã chỉ huy hàng loạt thiên thần nổi loạn cũng như những jinn hung tợn nhất từ tầng đáy của địa ngục.
Trong một câu chuyện kể bởi Ja'far al-Sadiq (700 hoặc 702–765), Idris (tức Hê-nóc) đã diện kiến một thiên thần vì phải gánh chịu cơn thịnh nộ của Thượng Đế mà bị cắt mất đôi cánh và mái tóc. Sau khi Idris cầu nguyện giúp ông ta trước Chúa, đôi cánh và mái tóc đã được phục hồi, đổi lại hai người trở thành bạn bè. Theo yêu cầu của Idris, vị thiên thần này đưa ông ta lên thiên đường yết kiến Thiên thần của Cái chết. Một số học giả phi Hồi giáo gần đây cho rằng Uzair, người mà theo Surah 9:30 được người Do Thái gọi là con của Chúa, vốn ban đầu được gọi là thiên thần sa ngã. Tuy các nhà chú giải kinh Qur'an nhất trí Uzair tương đương với Ezra, nhưng không có bằng chứng lịch sử nào cho thấy người Do Thái gọi ông là con của Chúa. Do vậy mà Kinh Qur'an nhiều khả năng đã đề cập đến Ezra trên trời thay vì Ezra trần tục. Ezra được xác định là Hê-nóc sau khi thăng thiên, người cũng được xác định là thiên thần Metatron (còn gọi là tiểu YHWH) trong thuyết thần bí Merkabah.

### Iblis
Kinh Qur'an chứa nhiều trích đoạn kể về sự sa ngã của Iblis. Theo Surah 2:30, các thiên thần phản đối ý định tạo ra loài người của Thượng Đế (Allah), cho rằng con người sẽ chỉ "làm điều thối nát" và gây nên cảnh "đổ máu". Trích đoạn này lặp lại lời tường thuật xuất hiện trong Sách Hê-nóc 1 và Sách Jubilee. Các thiên thần khuyên can Allah sau khi họ quan sát thấy con người làm những điều bất chính. Tuy nhiên sau khi Allah chứng tỏ rằng Adam sở hữu sự hiểu biết vượt trội các thiên thần, Ngài đã ra lệnh cho họ phủ phục trước người ông ta. Chỉ có Iblis từ chối làm theo mệnh lệnh. Khi Thượng Đế hỏi Iblis về nguyên nhân sao lại từ chối, Iblis kiêu hãnh cho rằng bản thân vượt trội hơn Adam, vì ông ta được tạo ra từ lửa. Với hành động "bất tuân" đó, Allah đã trục xuất Iblis khỏi thiên đàng. Trong các surah thuộc thời kỳ Mecca, Iblis xuất hiện như một thiên thần đã bị giáng cấp. Tuy nhiên, do được gọi là jinni trong Surah 18:50, một số học giả cho rằng Iblis vốn trên thực tế không phải một thiên thần mà là một thực thể riêng biệt. Họ cho rằng Iblis được ban thưởng cho sự công bình của mình, và do vậy đã được liệt vào hàng ngũ thiên thần. Cũng chính vì điều này mà những học giả này đã bác bỏ khái niệm thiên thần sa ngã, đồng thời làm nổi bật tính tôn quý của thiên thần bằng cách trích dẫn một số trích đoạn từ Kinh Qur'an như 66:6 và 16:49, đặt ra ranh giới rõ ràng giữa thiên thần không thể lầm lỗi với jinn, những kẻ có khả năng làm điều sai trái:
Bất cứ sinh vật nào trong các tầng trời và dưới đất, và cả Thiên Thần cũng đều phủ phục trước Allah mà không hề tỏ vẻ kiêu căng.— Surah "An-Nahl" 16:49

Tuy nhiên, khái niệm jinni không thể loại bỏ hoàn toàn khả năng Iblis là một thiên thần. Theo Ibn Abbas, các thiên thần canh giữ jinan (có nghĩa là thiên đường) được gọi là jinni, cũng giống như người đến từ thành Mecca được gọi là mecci vậy. Do đó, hai thuật ngữ tuy có vẻ giống nhau nhưng jinni không liên quan đến tộc jinn. Một số học giả khác khẳng định rằng jinn là tất cả mọi thứ mà người phàm không thể nhìn thấy, bao gồm cả thiên thần lẫn các tạo vật khác. Vì thế, những gì được ghi ở Surah 18:50 không thể loại trừ khả năng rằng Iblis là một thiên thần. Trong Surah 15:36, Thượng Đế yêu cầu Iblis chứng minh sự bất xứng của con người. Surah 38:82 cũng xác nhận việc Iblis dựa vào quyền năng của Thượng Đế để âm mưu dẫn dắt loài người bước vào con đường tà đạo. Tuy nhiên, như đã được đề cập trong Surah 17:65, những cố gắng của Iblis – nhằm khiến bề tôi của Chúa lầm đường lạc lối – được định sẵn thất bại. Các tình tiết miêu tả Iblis trong kinh Qur'an chứa những điểm tương đồng với những thiên thần tội lỗi trong các cuốn sách Jubilee trước đó: Tương tự Iblis, Mastema cầu xin Thượng Đế cho phép mình cám dỗ nhân loại, song cả hai đều không đủ mạnh để có thể phỉnh gạt bề tôi của Chúa. Tuy nhiên, mô-típ về sự bất tuân của Iblis không bắt nguồn từ truyền thuyết về những Canh thức, mà có thể bắt nguồn từ kinh nguỵ tác Hang Kho báu, một tác phẩm có lẽ bao gồm cách giải thích tiêu chuẩn về sự sa ngã Satan trong Cơ Đốc giáo Tiền Chính thống. Theo cách lý giải này, Satan từ chối phủ phục trước Adam, bởi vì ông ta là "lửa" và một "thánh linh". Do đó, Satan bị trục xuất khỏi thiên đàng. Trái ngược với quan điểm chiếm đa số trong Thiên Chúa giáo sau này, ý niệm rằng Iblis cố gắng chiếm đoạt ngai của Thượng Đế đối với Hồi giáo có thể nói là xa lạ. Với tính độc thần tối nghiêm của Hồi giáo, những chuyện bề tôi "đại nghịch" mưu đồ tiếm đoạt ngai vị của Thượng Đế như vậy được xem là không tưởng.

### Harut và Marut
Theo Surah 2:102, Harut và Marut là một cặp thiên thần truyền dạy ma thuật cho con người. Mặc dù lý do tại sao họ lại ở trần gian không được Kinh Qur'an đề cập, nhưng câu chuyện về họ đã được liệt vào hàng kinh điển trong truyền thống Hồi Giáo. Nhà chú giải Qur'an Al-Tabari cho rằng Ibn Masud và Ibn Abbas là tác giả của giai thoại này, một điều được chứng thực bởi Ahmad ibn Hanbal. Tóm tắt ngắn gọn, các thiên thần phàn nàn về sự xảo trá của con người và cầu xin Thượng Đế tiêu diệt nhân loại. Do vậy, Thượng Đế đưa ra một bài kiểm tra để xác định xem thiên thần về mặt lâu dài liệu có làm tốt hơn con người hay không. Các thiên thần được Thượng Đế ban cho sự thúc giục giống như con người và phải nằm dưới quyền Satan. Các thiên thần đã chọn hai (hoặc ba theo một số nguồn) người trong số họ thực hiện bài kiểm tra. Tuy nhiên, sau khi hạ phàm, những thiên thần này đã có hành động sai trái, vui hưởng lạc thú, phạm tội thờ cúng thần tượng, thậm chí còn giết một người vô tội chỉ vì ông ta đã chứng kiến những việc làm lầm lỗi của họ. Vì những việc làm trên, các thiên thần này đã bị phạt và không được phép thăng thiên nữa. Có lẽ hai cái tên Harut và Marut có nguồn gốc Hỏa giáo, dựa trên hai Amesha Spentas có tên là Haurvatat và Ameretat. Mặc dù Kinh Qur'an gọi những thiên thần sa ngã bằng những cái tên tiếng Iran, nhiều mufassir xác nhận Harut và Marut có nguồn gốc từ Sách Canh thức. Hisham ibn al-Kalbi (737 – 819) đặt tên cho ba thiên thần hạ phàm bằng những cái tên giống với sách Hê-nóc. Al-Kalbi giải thích rằng một trong số họ đã quay về thiên đường trong khi hai người kia ở lại hạ giới và đổi tên thành Harut và Marut. Tuy nhiên, tương tự câu chuyện về Iblis, câu chuyện của Harut và Marut không chứa bất kỳ dấu vết nào về một cuộc nổi loạn của thiên thần. Nói một cách chính xác hơn, những câu chuyện về thiên thần sa ngã đề cập trong Kinh Qur'an đều liên quan tới sự cạnh tranh giữa con người và thiên thần. Như Kinh Qur'an đã khẳng định, Harut và Marut tuy truyền dạy ma thuật cho con người, họ chỉ làm vậy vì được Thượng Đế cho phép, tương tự việc Iblis chỉ có thể dụ dỗ con người vì ông đã xin phép trước.

## Văn hóa đại chúng
Trong thiên trường ca Thần khúc (1308–1320) của Dante Alighieri, thiên thần sa ngã bảo vệ Thành phố Dis bao quanh những tầng phía dưới của địa ngục. Thành phố đánh dấu một sự chuyển tiếp: Trong khi ở các tầng bên trên, tội nhân bị kết án vì những ham muốn thể chất mà họ không thể cưỡng lại được thì các tầng dưới của địa ngục lại chứa đầy những tội nhân cố tình chống lại Chúa, chẳng hạn như thiên thần sa ngã hoặc những người lan truyền và tin theo dị giáo.
Trong thiên trường ca thế kỷ 17 Thiên đường đã mất của John Milton, cả thiên thần vâng lời và sa ngã đều đóng một vai trò quan trọng. Họ xuất hiện như những cá nhân có lý trí, sở hữu tính cách tương tự con người. Các thiên thần sa ngã được đặt tên theo những thực thể siêu nhiên từ cả thần thoại Cơ đốc giáo và Pagan, chẳng hạn như Moloch, Chemosh, Dagon, Belial, Beelzebub và cả chính Satan. Theo giai thoại kinh điển của Cơ đốc giáo, Satan thuyết phục các thiên thần khác sống không tuân thủ thiên quy do Thượng Đế đặt ra, do đó họ bị đuổi khỏi thiên đàng. Thiên trường ca bắt đầu với một thiên thần sa ngã từ địa ngục. Trong Thiên đường đã mất, bức chân dung đầu tiên của Thượng Đế đến từ các thiên thần sa ngã. Họ miêu tả Thượng Đế như một bạo chúa đáng ngờ, đổ lỗi sự sa ngã của mình cho Ngài. Bị trục xuất khỏi thiên đàng, các thiên thần sa ngã đã thành lập vương quốc của riêng họ trong sâu thẳm địa ngục, đóng đô ở một nơi gọi là Pandæmonium. Không giống như những cách miêu tả trước đó của Thiên Chúa giáo về địa ngục, địa ngục nơi đây không phải là nơi để Đức Chúa Trời tra tấn tội nhân mà là vương quốc của các thiên thần sa ngã. Các thiên thần sa ngã thậm chí còn xây dựng cung điện, chơi nhạc và tự do tranh luận. Tuy nhiên, do không có sự chỉ dẫn của Chúa, các thiên thần sa ngã đã biến địa ngục trở thành một nơi chịu đựng vô vàn đớn đau.
Ý niệm về thiên thần sa ngã đóng một vai trò quan trọng trong nhiều tác phẩm của nhà thơ người Pháp thế kỷ 19 Alfred de Vigny. Trong Le Déluge (1823), con trai của một thiên thần và một phụ nữ phàm trần đã biết trước về trận đại hồng thủy thông qua các vì sao. Ông tìm nơi ẩn náu với người tình trên núi Ararat, hy vọng rằng người cha thiên thần sẽ xuống cứu họ. Nhưng vì ông ta không xuất hiện, hai người đã bị dòng nước lũ cuốn trôi. Éloa (1824) kể về một nữ thiên thần được tạo ra từ những giọt nước mắt của Chúa Giê-su. Sau khi được nghe kể về một nam thiên thần bị trục xuất khỏi thiên đường, cô đã tìm cách an ủi anh ta, nhưng hậu quả phải chịu kiếp đoạ đày dưới địa ngục.

## Miêu tả trongnghệ thuật
Thiên thần sa ngã nói riêng hay cuộc chiến trên Thiên đàng nói chung là những chủ đề được nhiều nghệ sĩ nổi tiếng thể hiện cả trong hội họa lẫn điêu khắc tạc tượng. Vào khoảng năm 1500, Albrecht Dürer đã chế tác một loạt tranh khắc gỗ về Ngày Tận thế, thể hiện các cảnh khác nhau từ Sách Khải Huyền, bao gồm một bức thể hiện Thánh Micae cùng các thiên thần khác sử dụng kiếm, thương và cung tiễn tấn công quỷ Satan trong hình dạng một con rồng có sừng và cánh.
Năm 1562, một bức họa – hiện đang được bảo quản tại Bảo tàng Mỹ thuật Hoàng gia Bỉ – với tên gọi Sự sa ngã của các thiên thần nổi loạn đã được Pieter Brueghel hoàn thiện. Bức tranh thể hiện các thiên thần của chúa vận áo choàng màu sáng và bộ áo giáp lung linh trước ánh mặt trời. Trong lúc có một người thổi kèn, những người còn lại sử dụng kiếm và thương tấn công những tạo vật quỷ dữ được thể hiện với khuôn mặt méo mó quái dị. Hieronymus Bosch thể hiện một phong cách khác biệt khi miêu tả thiên thần sa ngã – thay vì dưới dạng hình người – trong hình dạng những con kỳ nhông, động vật lưỡng cư, cá hoặc côn trùng. Trong cơn tuyệt vọng, những sinh vật này tự cắn cơ thể của chính mình khiến các chi của chúng đứt rời, có con thậm chí còn cắn rách toạc cả bụng chứa đầy trứng của nó.
Một tác phẩm khác thể hiện chủ đề này được Tintoretto thực hiện vào năm 1592. Qua quan sát có thể thấy bức họa được chia đôi bằng một đường chéo. Góc dưới bên trái là Satan trong hình dáng một con rồng 7 đầu khạc ra lửa đang ẩn nấp trong bóng tối. Đang đắm mình trong ánh sáng rực chói ở phần phía trên của bức tranh là hình ảnh sống động của Thánh Micae và một thiên thần khác, cũng như Chúa Cha và Đức Mẹ Maria tọa trên một vầng trăng lưỡi liềm. Thứ kết nối hai phần của bức tranh là cây thương đang đâm về phía dưới của Ngài Tổng lãnh thiên thần.
Trong hình dáng một hiệp sĩ mang trên mình bộ áo giáp lấp lánh và áo choàng đỏ bay phấp phới trong gió, Tổng lãnh thiên thần Micae là nhân vật trung tâm trong bức họa cùng chủ đề của Peter Paul Rubens. Với sự hỗ trợ của Đức Chúa Trời lẫn các thiên thần khác trung thành với Ngài, Micae không chỉ đã đẩy lùi một con quái vật trong hình dạng một con mãng xà xuống vực thẳm, mà còn với đó là cả những con người bị Ác quỷ cám dỗ, thể hiện bằng những cơ thể vạm vỡ nhưng vặn vẹo và với một khuôn mặt biến dạng hoàn toàn.
Các tác phẩm nổi tiếng khác thể hiện sự sa ngã của Ác quỷ bao gồm Raffaello (1518, Bảo tàng Prado), Johann Michael Rottmayr (1697, Tu viện Tittmoning, Bayern), Lang Thế Ninh (thế kỷ 18), William Blake (1826, Minh họa thạch bản cho cuốn Hiob), Eugène Delacroix (1861, St-Sulpice de Paris), Gustave Doré (minh họa cho Thiên đường đã mất) và Marc Chagall (1923–1947, Bảo tàng Mỹ thuật Basel).

Thiên thần sa ngã trong hội họa
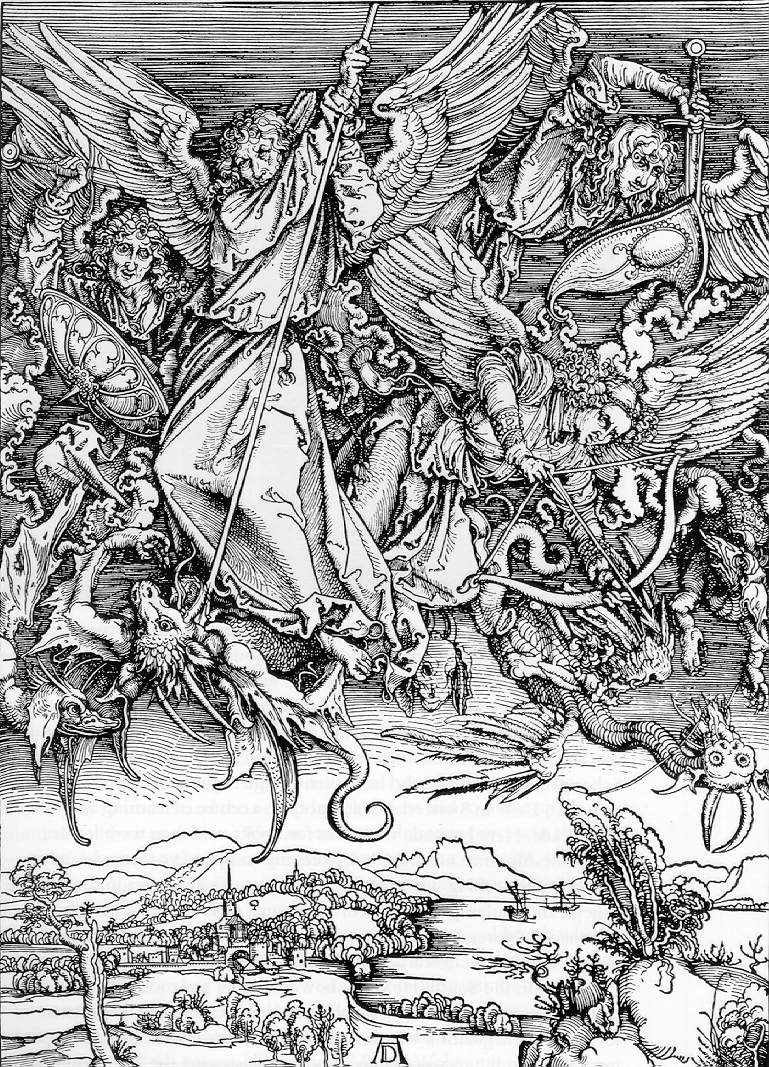
Albrecht Dürer, khoảng 1500
Raffaello, 1518
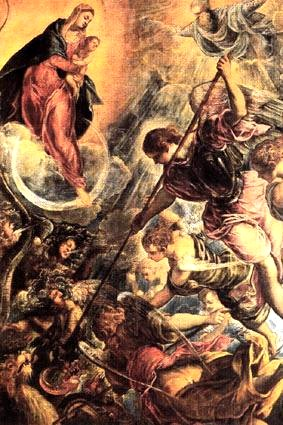
Tintoretto, 1592
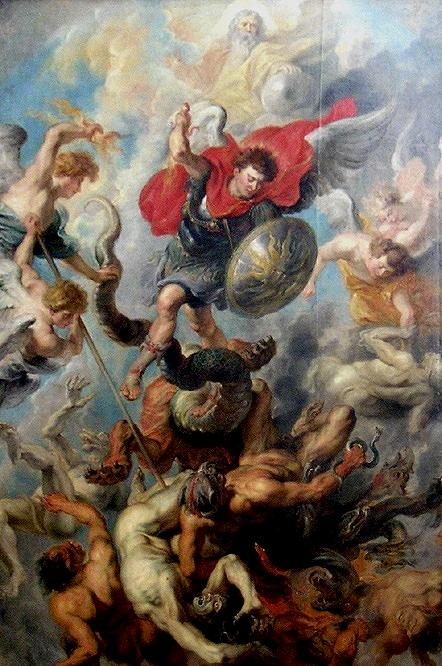
P.P.Rubens, khoảng 1619
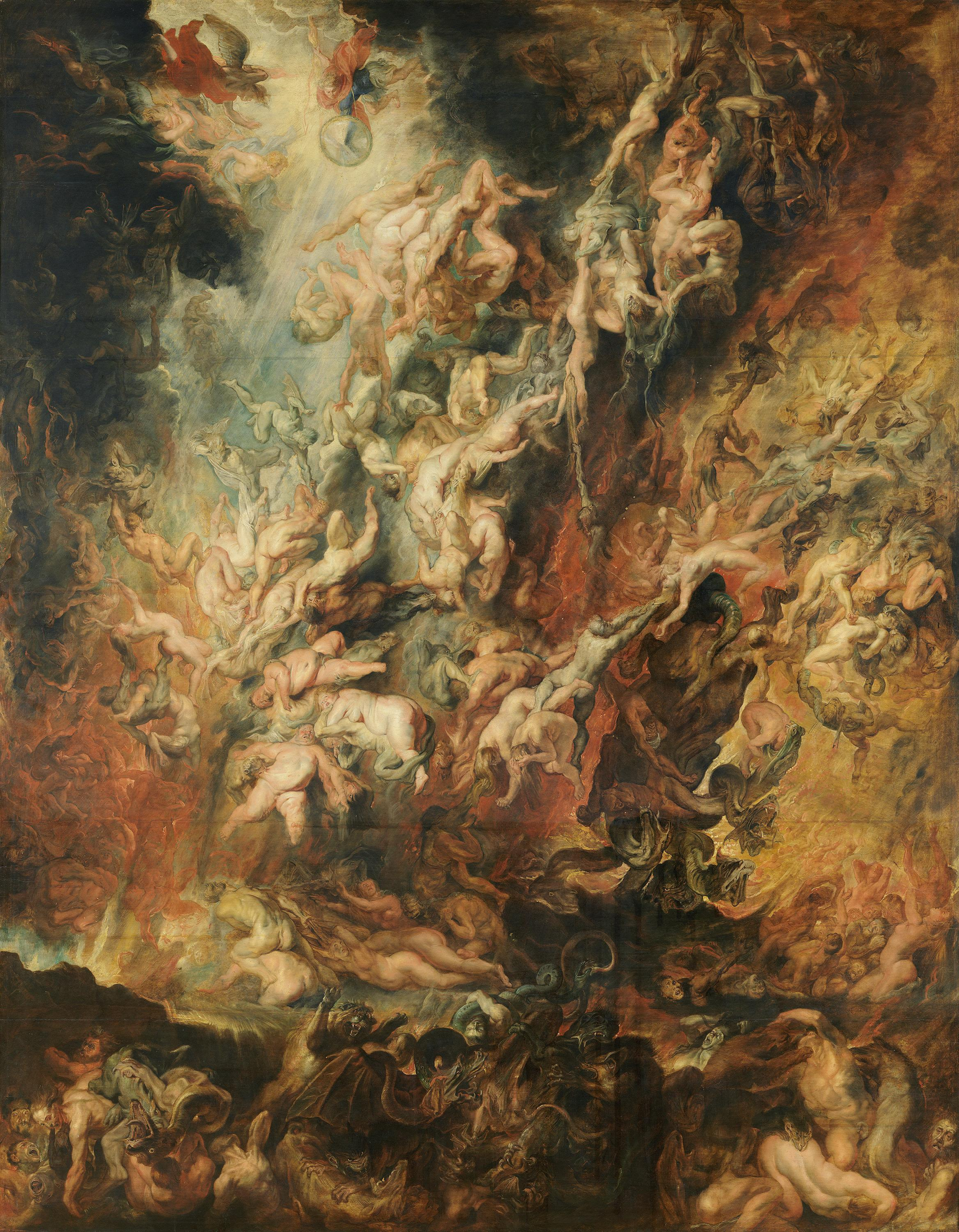
P. P. Rubens, khoảng 1620
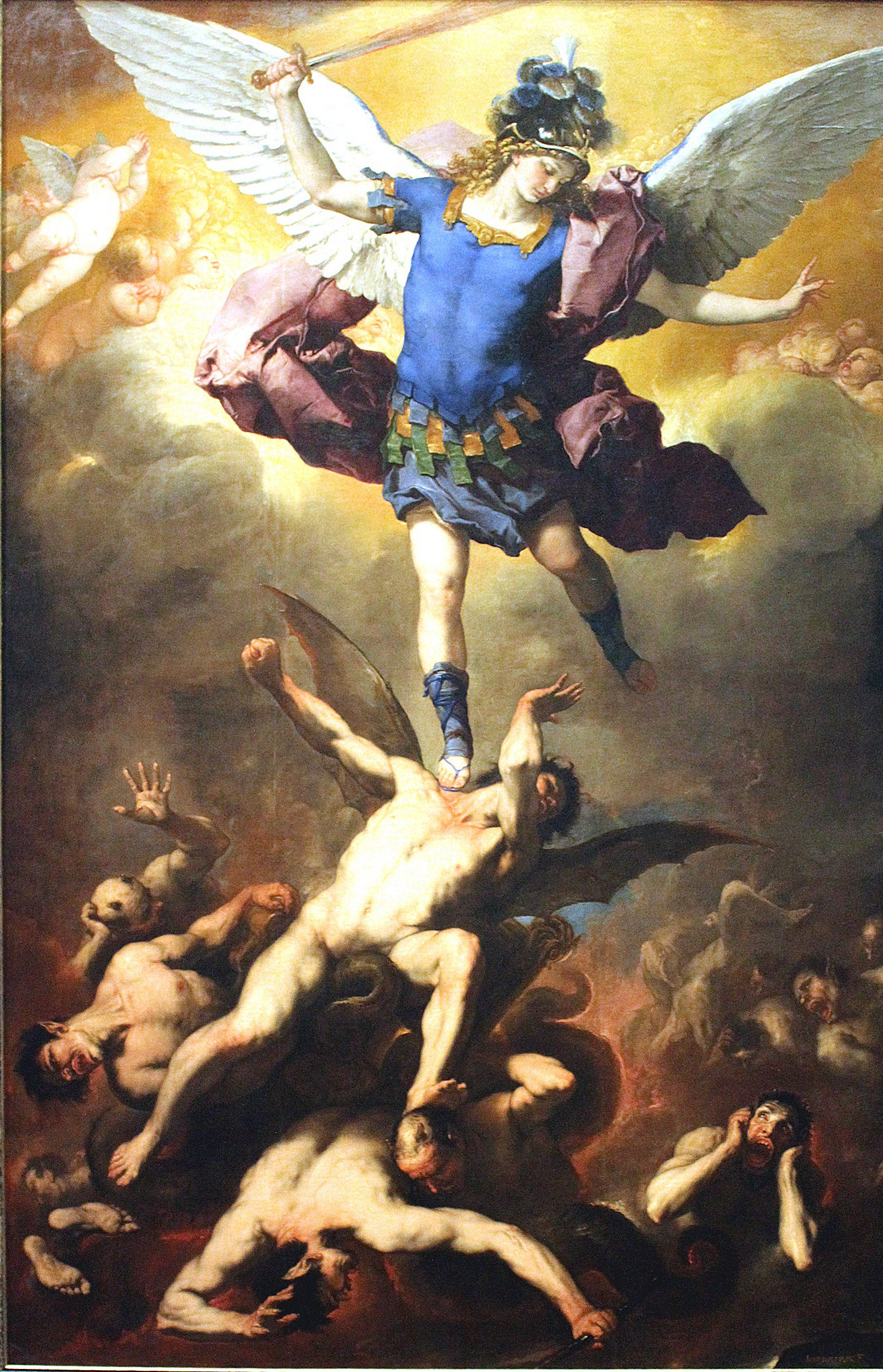
Luca Giordano, khoảng 1655
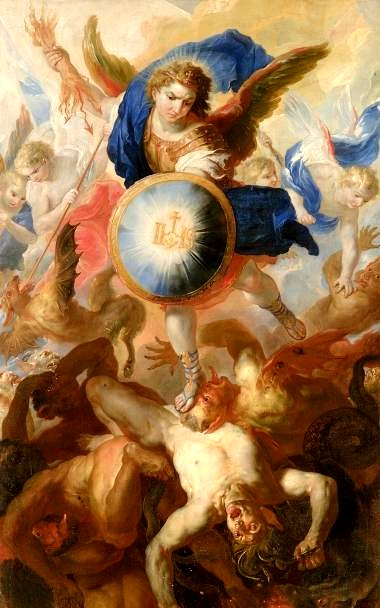
J.M.Rottmayr, 1697
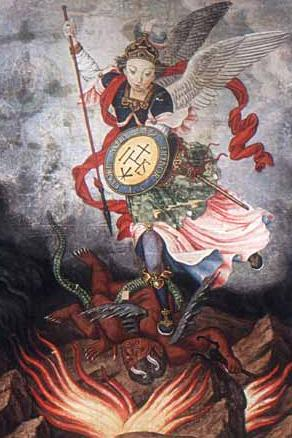
G. Castiglione, thế kỷ 18
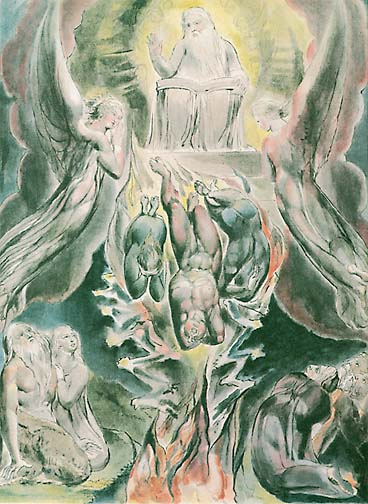
William Blake, 1826
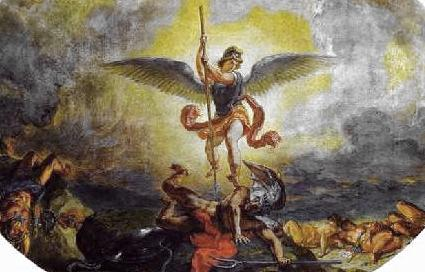
Eugène Delacroix, 1861
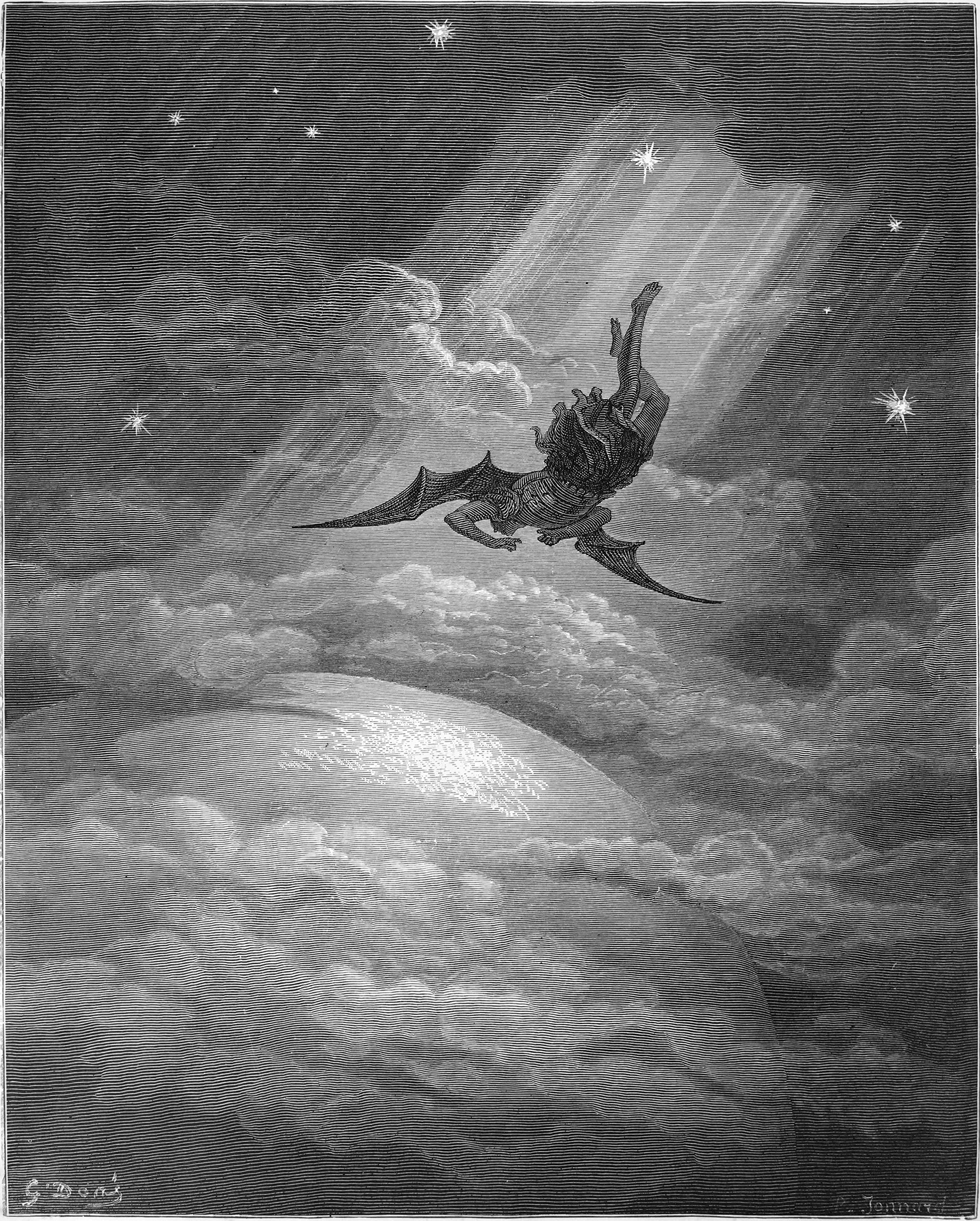
Gustave Doré, 1865
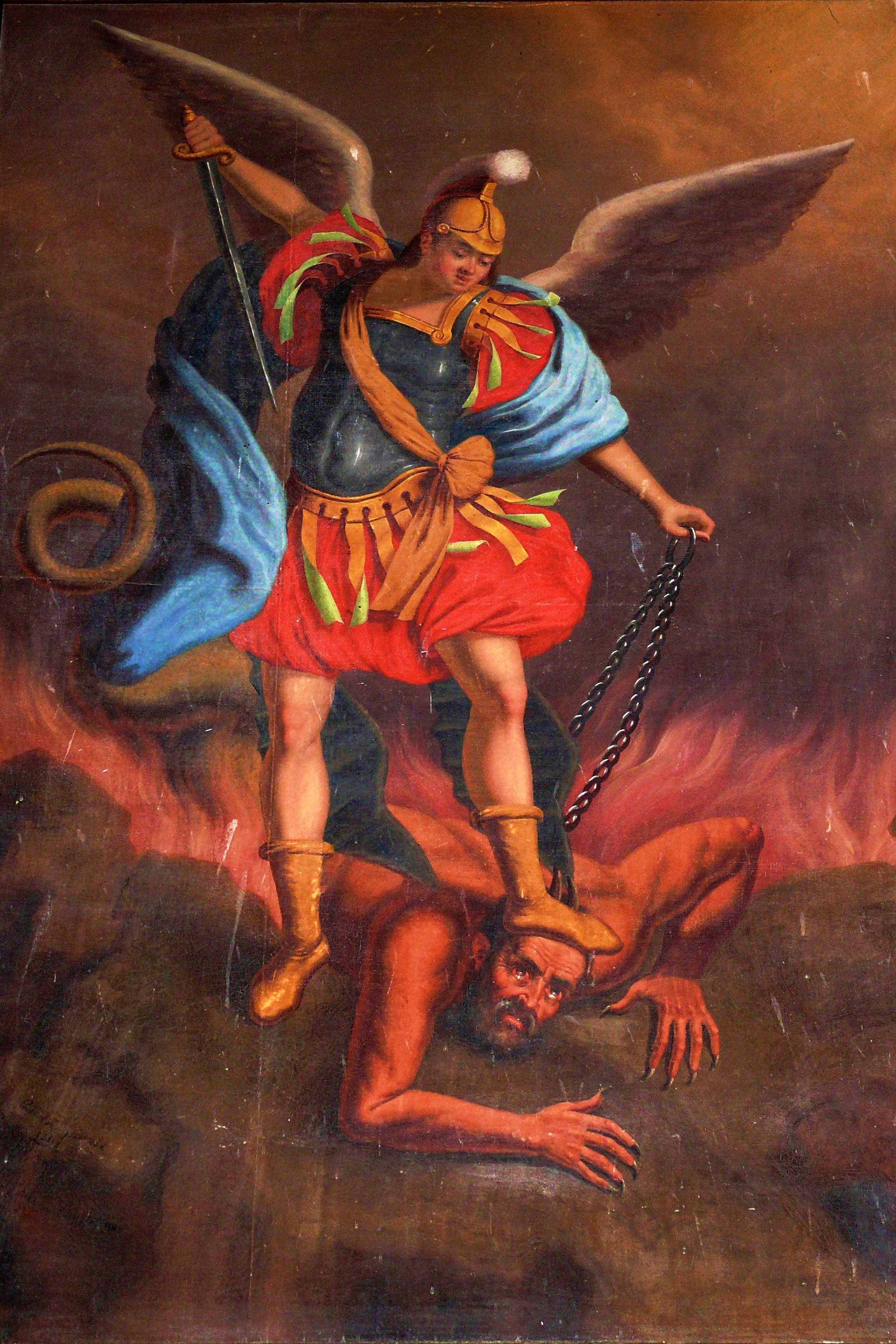
Sự sa ngã của thiên thần, Roussillon, Pháp